# Canoagem nos Jogos Europeus de 2015 - K-2 1000 m masculino
A categoria K-2 1000 metros masculino foi um dos eventos da canoagem nos Jogos Europeus de 2015. Foi disputada nos dias 14 e 15 de junho, no Kur Sport and Rowing Centre, em Mingachevir, no Azerbaijão.

## Calendário
Horário de verão do Azerbaijão (UTC+5).
| Data        | Horário | Fase          |
| ----------- | ------- | ------------- |
| 14 de junho | 10:31   | Eliminatórias |
| 14 de junho | 16:53   | Semifinal     |
| 15 de junho | 10:43   | Final         |

## Medalhistas
| Ouro   | HUN Zoltán Kammerer e Tamás Szalai      |
| Prata  | GER Max Rendschmidt e Marcus Gross      |
| Bronze | BLR Vitaliy Bialko e Raman Piatrushenka |

## Resultados

### Eliminatórias
Os três barcos mais rápidos em cada bateria avançaram diretamente para a final. Os próximos quatro barcos mais rápidos em cada bateria, mais o barco mais rápido restante avançaram para a semifinal.
Bateria 1
| Pos. | Canoísta                         | Nacionalidade    | Tempo    | Notas |
| ---- | -------------------------------- | ---------------- | -------- | ----- |
| 1    | Max Rendschmidt Marcus Gross     | GER Alemanha     | 3:13.452 | F     |
| 2    | Zoltán Kammerer Tamás Szalai     | HUN Hungria      | 3:13.793 | F     |
| 3    | Erik Vlček Juraj Tarr            | SVK Eslováquia   | 3:14.468 | F     |
| 4    | Emanuel Silva João Ribeiro       | POR Portugal     | 3:14.726 | SF    |
| 5    | Nicola Ripamonti Giulio Dressino | ITA Itália       | 3:17.876 | SF    |
| 6    | Kirill Luchkin Oleg Zhestkov     | RUS Rússia       | 3:18.002 | SF    |
| 7    | Timothy Pendle Andrew Daniels    | GBR Grã-Bretanha | 3:18.017 | SF    |
| 8    | Simon Blažević Alan Apollonio    | SLO Eslovênia    | 3:18.124 | SFq   |
| 9    | Simo Boltić Vladimir Torubarov   | SRB Sérvia       | 3:22.381 |       |

Bateria 2
| Pos. | Canoísta                               | Nacionalidade    | Tempo    | Notas |
| ---- | -------------------------------------- | ---------------- | -------- | ----- |
| 1    | Ričardas Nekriošius Andrejus Olijnikas | LTU Lituânia     | 3:16.020 | F     |
| 2    | Vitaliy Bialko Raman Piatrushenka      | BLR Bielorrússia | 3:16.735 | F     |
| 3    | Patrik Kucera Jakub Špicar             | CZE Chéquia      | 3:17.188 | F     |
| 4    | Arnaud Hybois Étienne Hubert           | FRA França       | 3:17.367 | SF    |
| 5    | Jeremy Hakala Miika Nykänen            | FIN Finlândia    | 3:18.144 | SF    |
| 6    | Victor Rodríguez Rubén Millán          | ESP Espanha      | 3:22.359 | SF    |
| 7    | Peter Egan Simas Dobrovolskis          | IRL Irlanda      | 3:49.417 | SF    |
| 8    | Igor Trunov Aleksandr Senkevych        | UKR Ucrânia      | 3:54.614 |       |

### Semifinal
Os três barcos mais rápidos avançaram para a final.
| Pos. | Canoísta                         | Nacionalidade    | Tempo    | Notas |
| ---- | -------------------------------- | ---------------- | -------- | ----- |
| 1    | Nicola Ripamonti Giulio Dressino | ITA Itália       | 3:08.137 | F     |
| 2    | Kirill Luchkin Oleg Zhestkov     | RUS Rússia       | 3:08.601 | F     |
| 3    | Emanuel Silva João Ribeiro       | POR Portugal     | 3:08.734 | F     |
| 4    | Arnaud Hybois Étienne Hubert     | FRA França       | 3:08.955 |       |
| 5    | Jeremy Hakala Miika Nykänen      | FIN Finlândia    | 3:13.568 |       |
| 6    | Victor Rodríguez Rubén Millán    | ESP Espanha      | 3:13.722 |       |
| 7    | Simon Blažević Alan Apollonio    | SLO Eslovênia    | 3:14.501 |       |
| 8    | Timothy Pendle Andrew Daniels    | GBR Grã-Bretanha | 3:16.984 |       |
| 9    | Peter Egan Simas Dobrovolskis    | IRL Irlanda      | 3:38.587 |       |

### Final
Os competidores disputaram as posições de 1 a 9, com medalhas para os três primeiros.
| Pos.              | Canoísta                               | Nacionalidade    | Tempo    |
| ----------------- | -------------------------------------- | ---------------- | -------- |
| Medalha de ouro   | Zoltán Kammerer Tamás Szalai           | HUN Hungria      | 3:11.681 |
| Medalha de prata  | Max Rendschmidt Marcus Gross           | GER Alemanha     | 3:12.034 |
| Medalha de bronze | Vitaliy Bialko Raman Piatrushenka      | BLR Bielorrússia | 3:13.584 |
| 4                 | Erik Vlček Juraj Tarr                  | SVK Eslováquia   | 3:13.865 |
| 5                 | Nicola Ripamonti Giulio Dressino       | ITA Itália       | 3:14.038 |
| 6                 | Ričardas Nekriošius Andrejus Olijnikas | LTU Lituânia     | 3:14.346 |
| 7                 | Kirill Luchkin Oleg Zhestkov           | RUS Rússia       | 3:15.002 |
| 8                 | Patrik Kucera Jakub Špicar             | CZE Chéquia      | 3:17.697 |
| 9                 | Emanuel Silva João Ribeiro             | POR Portugal     | 3:18.659 |